# Bābāābād
Bābāābād (persiska: باباآباد) är en ort i Iran.   Den ligger i provinsen Mazandaran, i den norra delen av landet, 140 km nordost om huvudstaden Teheran. Bābāābād ligger 9 meter över havet och antalet invånare är 175.
Terrängen runt Bābāābād är platt, och sluttar norrut. Runt Bābāābād är det tätbefolkat, med 286 invånare per kvadratkilometer. Närmaste större samhälle är Babol, 8,8 km nordost om Bābāābād. Trakten runt Bābāābād består till största delen av jordbruksmark.